# Boarmia infaustaria
Boarmia infaustaria là một loài bướm đêm trong họ Geometridae.